# Оксино (Ненецкий автономный округ)
О́ксино — село в Заполярном районе Ненецкого автономного округа Российской Федерации. Административный центр Пустозерского сельсовета.

## География
Село расположено на правом берегу Печоры в 40 км выше Нарьян-Мара по течению. Возле села также начинается протока Печоры — Голубковский Шар.

## История
Село Оксино было основано в 1574 году, как промысловая жира.
Постановлением ВЦИК от 2 марта 1932 года административный центр Пустозерского района Ненецкого национального округа Северного края был перенесён из села Великовисочного в селение Оксино с сохранением прежнего названия района.
Позднее Пустозерский район был переименован в Нижне-Печорский.
В 1955 году Нижне-Печорский район был упразднён.
В 1958 году колхоз «Вперёд» (жира Бедовое) был объединён с колхозами имени Смидовича (деревня Голубковка) и «Безбожник» (село Оксино). Объединённый колхоз получил название «Победа», с центральной базой в селе Оксино.

## Население
| 1939 | 2002 | 2010 |
| ---- | ---- | ---- |
| 699  | ↘429 | ↘339 |

| Народ                           | Численность, чел. | Доля от указавших национальность, % |
| ------------------------------- | ----------------- | ----------------------------------- |
| Русские                         | 267               | 80,66                               |
| Ненцы                           | 31                | 9,37                                |
| Коми                            | 27                | 8,16                                |
| Белорусы                        | 6                 | 1,81                                |
| Всего, указавших национальность | 331               | 100                                 |
| Национальность не указана       | 7                 |                                     |

## Экономика
Основные занятия населения — рыболовство и молочное животноводство. Центральная база СП РК «Победа».

## Инфраструктура
Средняя общеобразовательная школа, интернат, участковая больница, детский сад, дом культуры, магазины, электростанция.

## Транспорт
В период навигации на реке Печоре выполняются ежедневные рейсы на теплоходе по маршруту «Нарьян-Мар — Великовисочное — Лабожское и Нарьян-Мар — Каменка».
Регулярные авиарейсы один раз в неделю из Нарьян-Мара на вертолёте Ми-8 в зимний период.
Грузы доставляются по реке Печора в период навигации из городов Печора и Нарьян-Мар, а также гусеничным транспортом зимой из Нарьян-Мара.